# Jakob Lebel

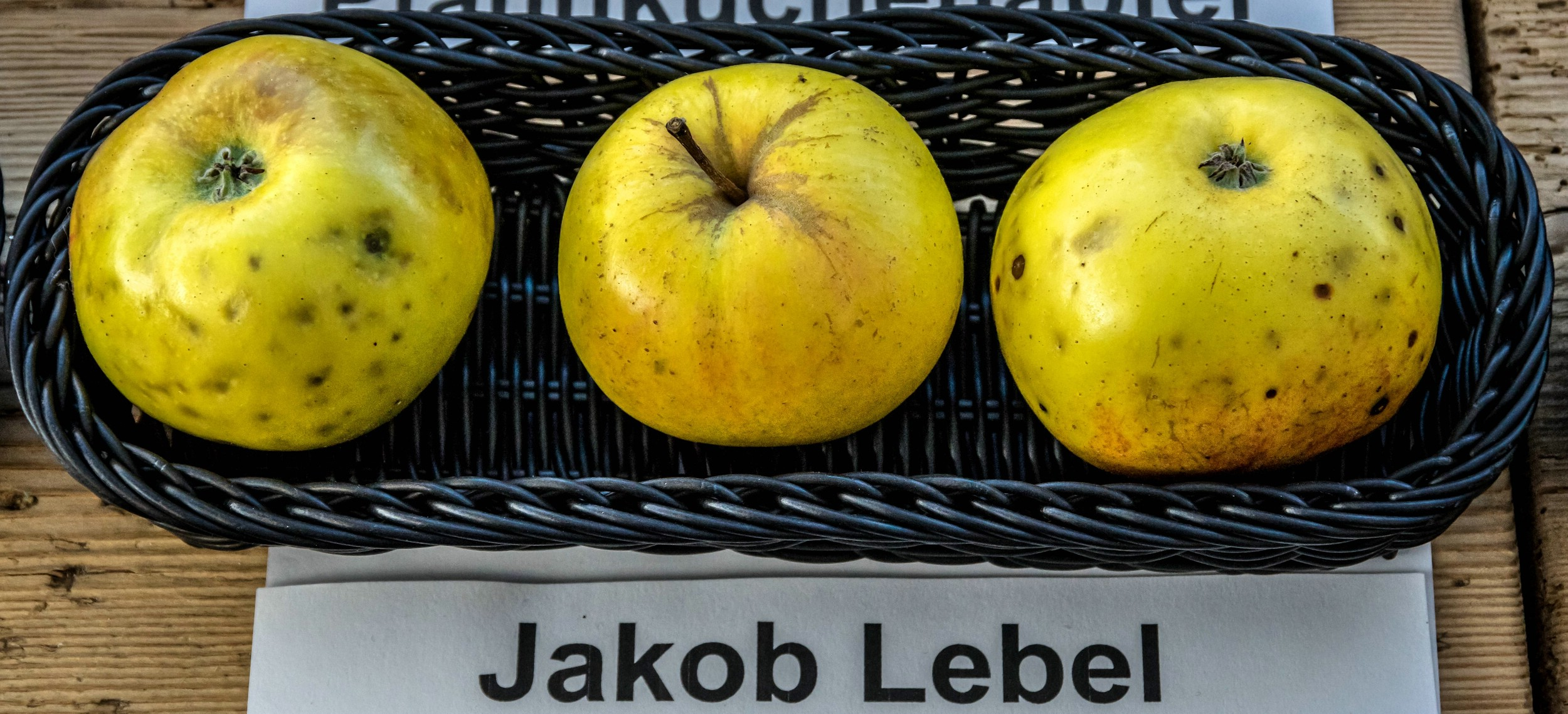
Ansicht der Frucht

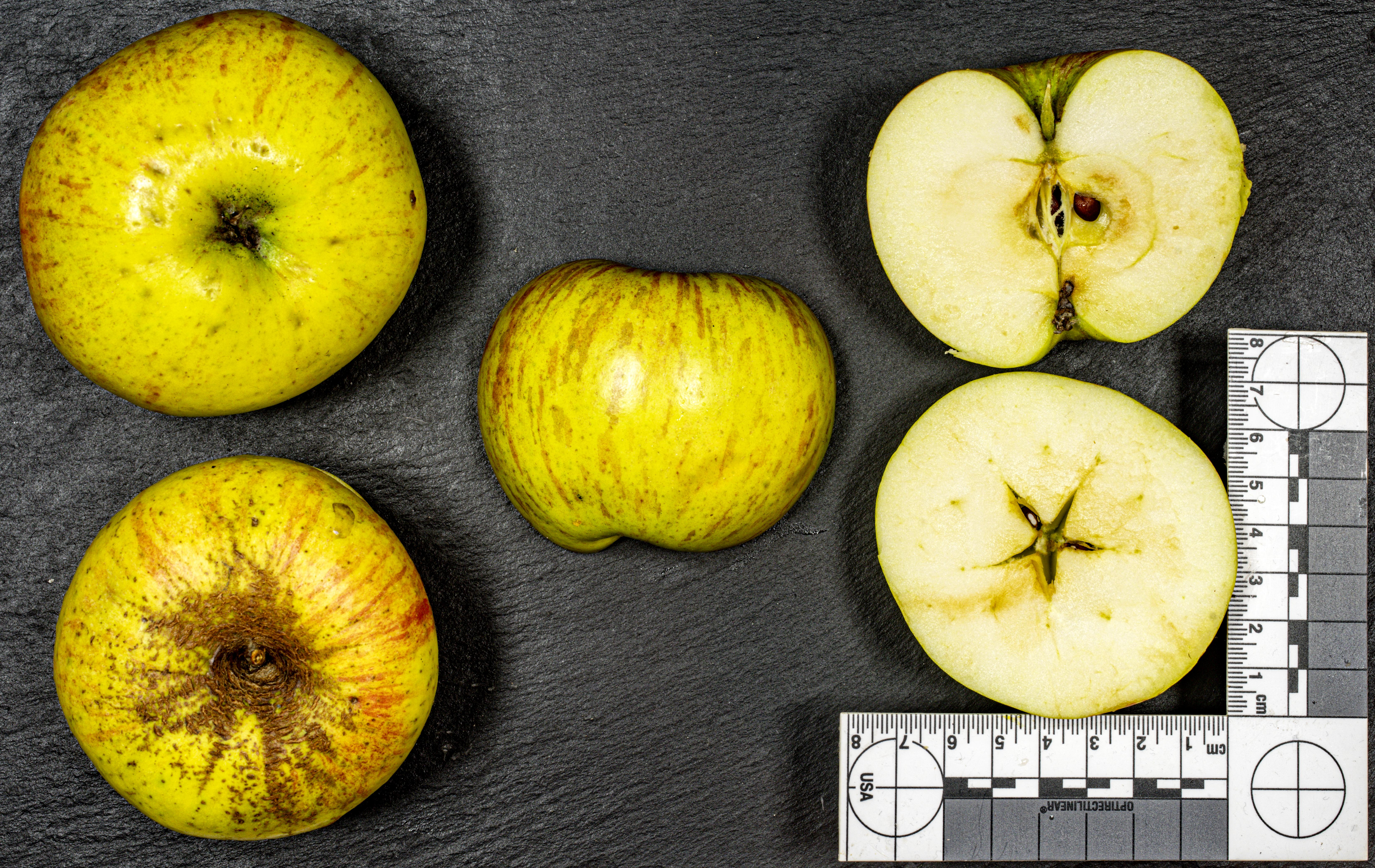
Querschnitte

Jakob Lebel oder auch Jacques Lebel ist eine alte Sorte des Kulturapfels (Malus domestica).

## Frucht
Die Früchte sind 6 bis 7 cm hoch und 8 bis 10 cm breit und flachrund. Ihre Schale ist zunächst gelblich-grün, färbt sich jedoch mit der Reife gelb mit roten Streifen auf der Sonnenseite. Das Fruchtfleisch ist von gelblich-weißer Farbe und wird als saftig und säuerlich, aber mürbe und ohne Würze beschrieben. Er wird daher in erster Linie als Back- und Mostapfel angesehen. Am Kelch weisen die Äpfel breite, aber flache Rippen auf. Die Stielhöhle ist weit, jedoch unregelmäßig gebuchtet und gelegentlich berostet. Der Stiel ist kurz und dick.
Die Äpfel sind ab Mitte September bis Oktober pflückreif, sollten aber zum Frischverzehr möglichst spät geerntet werden, da so noch eine weitere Qualitätsverbesserung möglich ist. Ohne geeignete Lagerung halten sich die Äpfel nur bis November. Im Kühllager ist diese Sorte bis Januar haltbar. Während der Lagerung bilden die Früchte einen fettigen Überzug.

## Baum

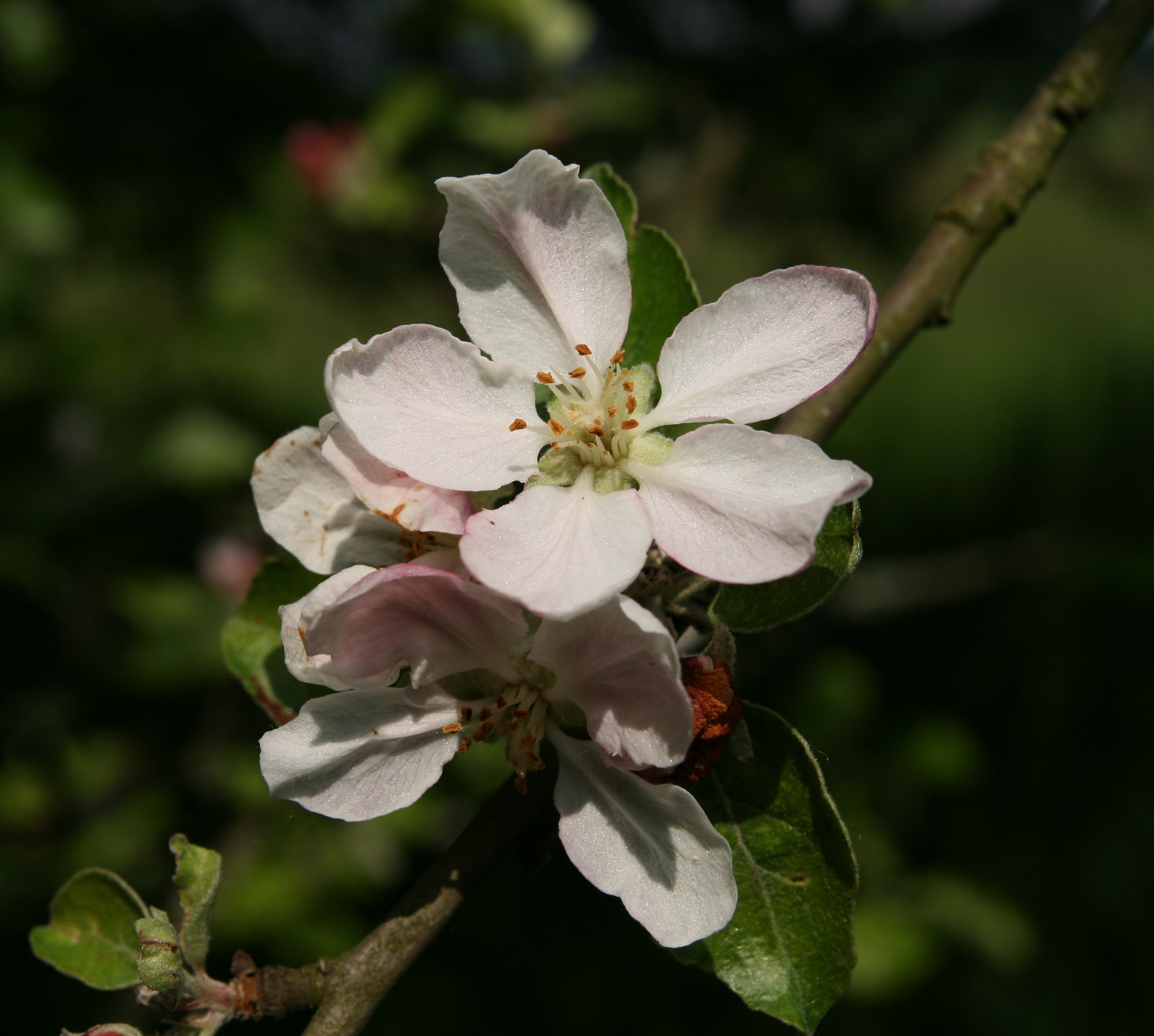
Blüte der Sorte Jakob Lebel

Der Baum hat dicke Triebe, die sich unter der Fruchtlast nach unten neigen. Aufgrund des starken Wuchses wird dieses Problem aber ausgeglichen. Er ist auch zum Anbau in höheren Lagen geeignet und hat nur geringe Ansprüche an den Boden. Da die Früchte eher lose am Baum hängen, wird ein Anbau in windgeschützter Lage empfohlen.
Da diese Sorte triploid ist, ist sie als Befruchter nicht geeignet. Die Sorte ist anfällig für Apfelschorf und Stippe.

## Geschichte
Die Sorte wurde um 1825 in Amiens (Frankreich) von Jacques Lebel gefunden, wodurch sie auch ihren Namen erhielt. Sie wurde dann ab 1849 von der Baumschule Leroy in den Handel gebracht. In den 1920er-Jahren war der Jakob Lebel eine der drei Apfelsorten, die zu Reichsobstsorten gewählt wurden. In Rheinland-Pfalz ist die Sorte seit 1902 verzeichnet und häufig anzutreffen. Um 1900 wurde aus Jakob Lebel und Ontario die Sorte Edler von Leipzig gezüchtet.
In Solingen-Wald gibt es einen Jakob-Lebel-Weg.